# Foster Wheeler
Foster Wheeler est une entreprise américaine qui fait partie de l'indice NASDAQ-100. L'entreprise est spécialisée dans l'ingénierie, l'approvisionnement, la construction et l'énergie.

## Historique
Foster Wheeler a été fondée en 1927 d'une fusion entre une compagnie d'électricité (créée par la famille Foster), Wheeler Condenser et Engineering Company, qui étaient, depuis le début du XXe siècle, d'importantes sociétés de construction de chaudières et d'équipements pour raffineries. Foster Wheeler est aujourd'hui devenue une organisation mondiale comprenant à la fois des sociétés d'ingénierie et des sociétés de fabrication d'équipements.
En janvier 2014, Amec acquiert Foster Wheeler pour 1,9 milliard de livres qui devient Amec Foster Wheeler. Amec Foster Wheeler a été rachetée par Wood Group et a fusionné avec lui en octobre 2017.